# Hydrogrossulaar

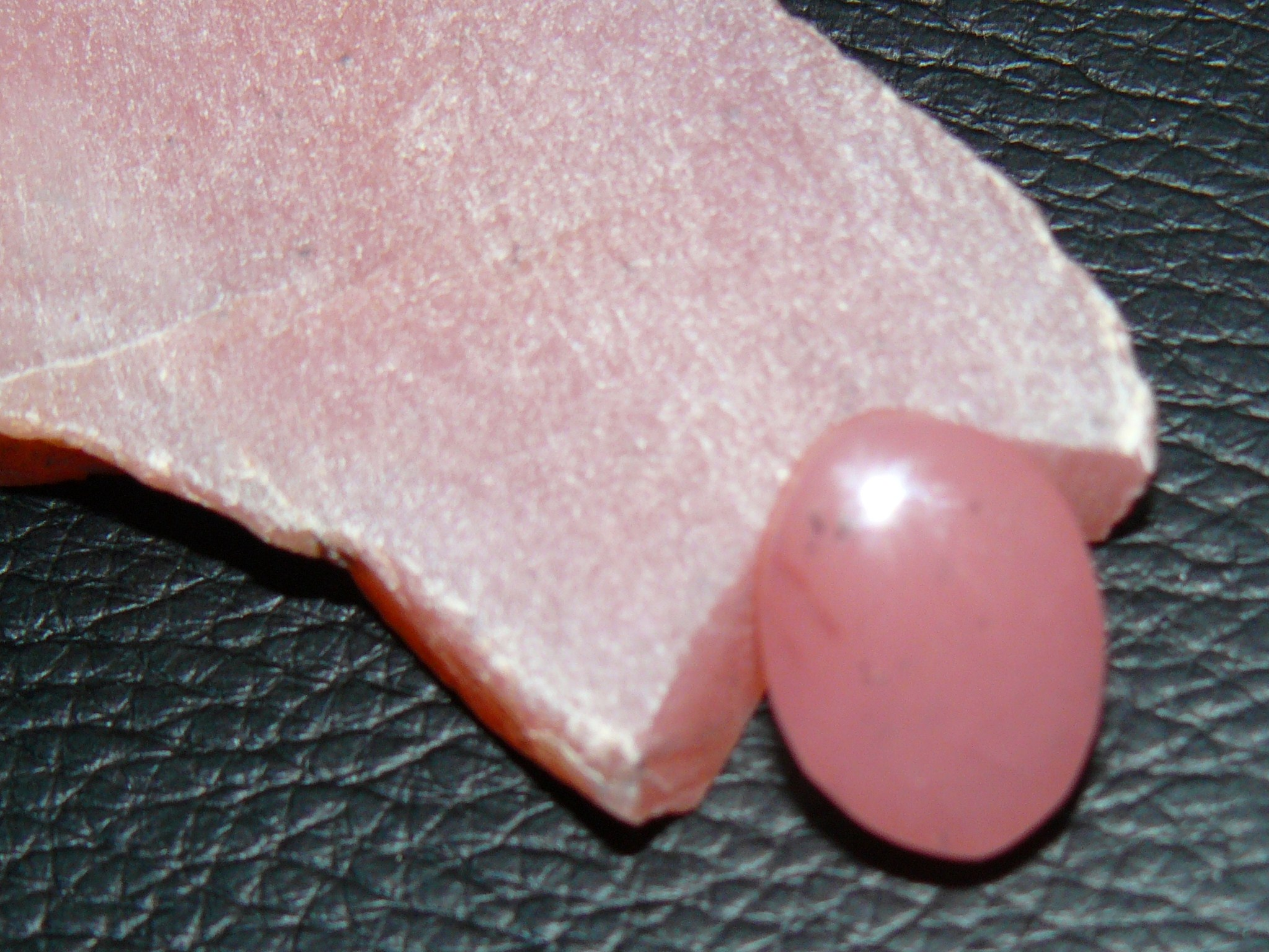
Hydrogrossulaar

Hydrogrossulaar (Ca3Al2(SiO4)3−x(OH)4x) is een zeldzaam mineraal uit de granaatgroep met hardheid 6 à 7 op de hardheidsschaal van Mohs. Het kan lichtroze, lichtgroen, blauwgroen of wit zijn. Als er mangaan aanwezig is, krijgt het mineraal een roze kleur. Het is lastig hydrogrossulaar te bewerken, maar na polijsten krijgt het een glasachtige glans. Een tot nog toe onbekende stof veroorzaakt kleine, zwarte "pitjes".
Hydrogrossulaar is bruikbaar als steen voor het cabochon-slijpen. Ook wordt het veel gebruikt voor het maken van kralen. Groene en roze hydrogrossulaar wordt vooral aangetroffen in Zuid-Afrika, Canada en de Verenigde Staten, witte hydrogrossulaar in Myanmar en China.